# Bisbat de Nitra

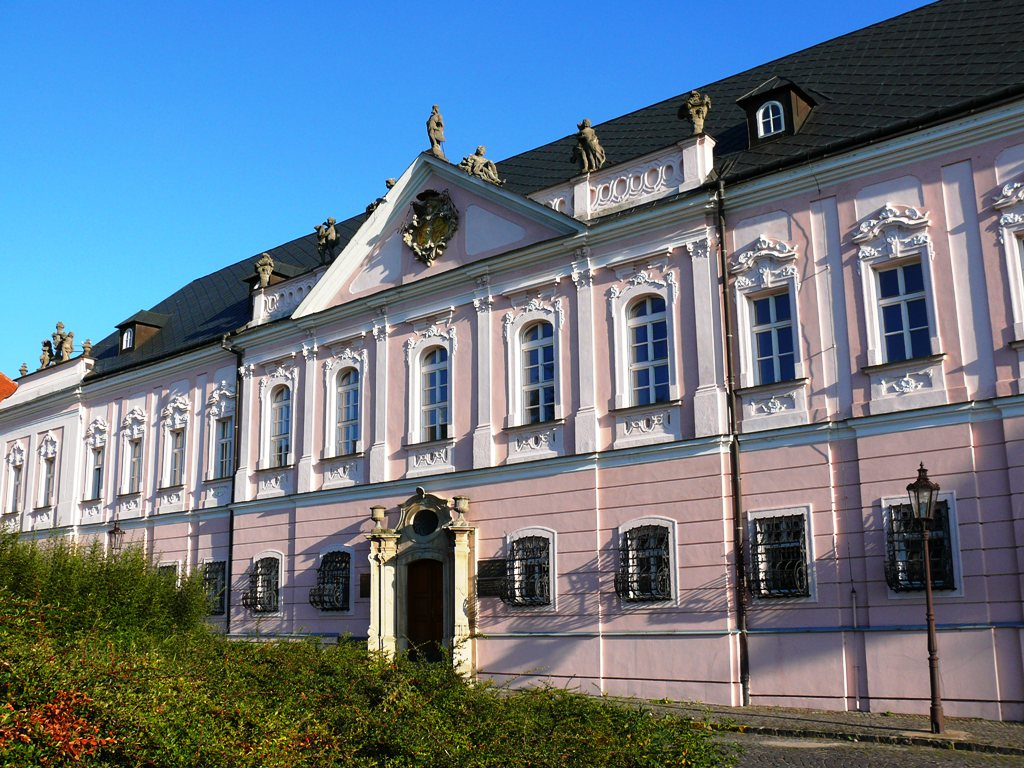
El seminari major de Nitra

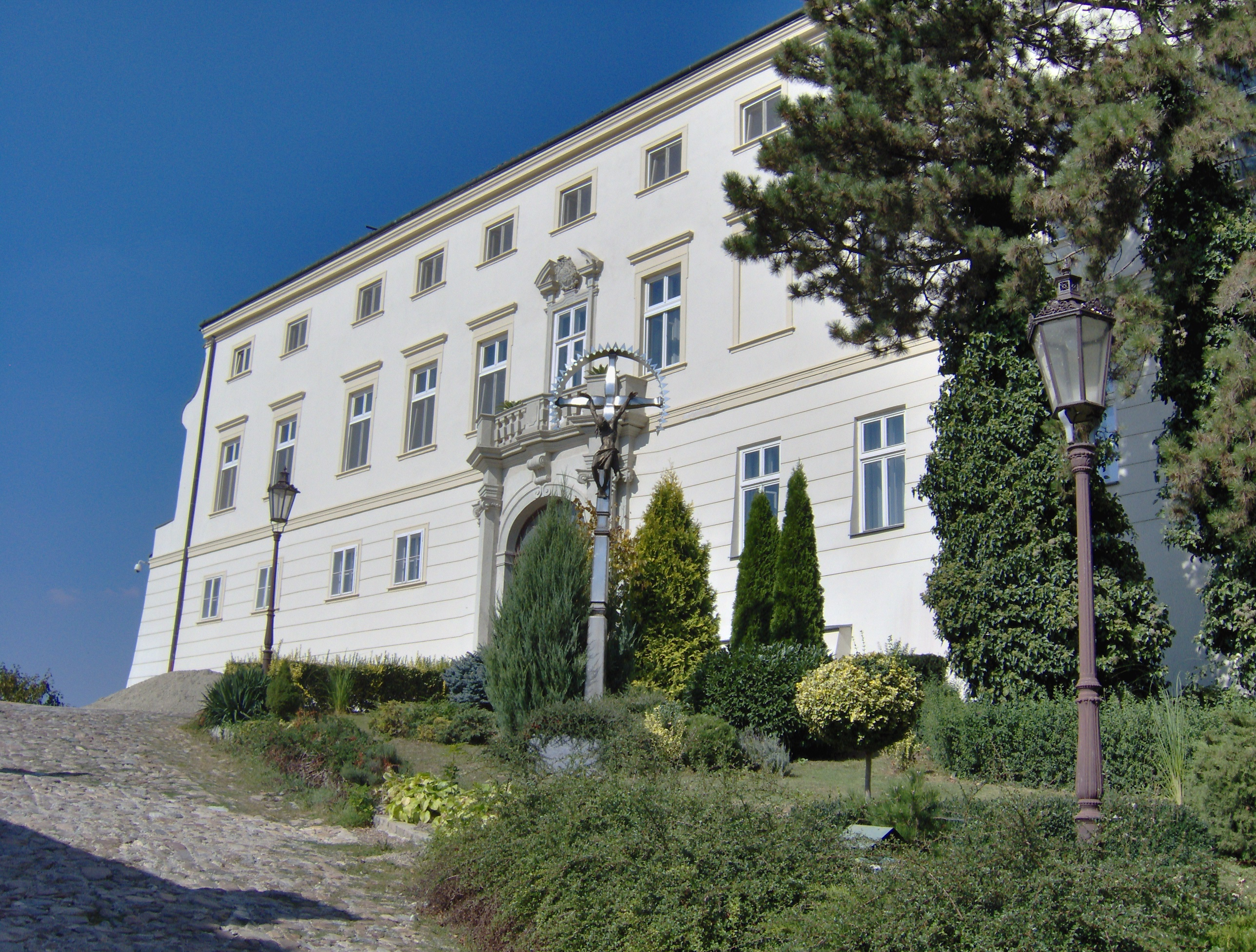
El palau episcopal.

El bisbat de Nitra (eslovac: Biskupstvo Nitra; llatí: Dioecesis Nitriensis) és una seu de l'Església catòlica, sufragània de l'arquebisbat de Bratislava. L'any 2013 tenia 587.000 batejats sobre 710.900 habitants. Actualment està regida pel bisbe Viliam Judák.

## Territori
La diòcesi comprèn la regió de Nitra, a excepció dels districtes de i la part oriental de Komárno, Šaľa; el districte de Levice; il districte de Bánovce nad Bebravou i part del districte de Trenčín amb la ciutat de capital a la regió de Trenčín.
La seu episcopal és la ciutat de Nitra, on es troba la catedral de Sant Emmerà.
El territori s'estén sobre 5.932  km² i està dividit en 196 parròquies.

## Història
La diòcesi va ser erigida el juny del 880, prenent el territori del bisbat de Ratisbona.
El 2 de setembre de 1937, per efecte de la butlla Ad ecclesiastici del Papa Pius XI esdevingué una diòcesi immediatament subjecta a la Santa Seu, deixant de formar part de la metropolia de Strigonio.
El 30 de desembre de 1977, quan va ser creada la seu metropolitana de Trnava, n'esdevingué sufragània.
Amb la reordenació de les circumscripcions eclesiàstiques de l'Eslovàquia occidental del 14 de febrer de 2008 la diòcesi de Nitra va patir una variació territorial radical, cedint al nord la regió de Žilina per tal que s'erigís el bisbat de Žilina i incorporant al sud una porció del territori que pertanyia a l'arxidiòcesi de Bratislava-Trnava. Paral·lelament passà a ser sufragània de l'arquebisbat de Bratislava.

## Cronologia episcopal
- Wiching † (880 - 891)
- Anònim † (900 - 906) (?)

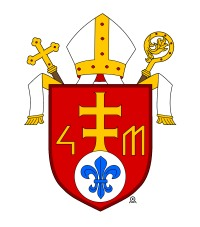
Escut de la diòcesi

- Bystrík † (1005 ? - 27 de setembre de 1047 mort)
- Gerváz † (1106 - ?)
- Mikuláš I † (citat el 1133)
- Pavol (Šavol) † (1137- ?)
- Ján I † (1156 - ?)
- Tomáš I † (1165 - ?)
- Eduard † (1168 - 1198 mort)
- Ján II † (1204 - juliol de 1222)
- Vincent I ? † (1220 - 1222)[1]
- Jakob I † (citat del 1223 al 1234)
- Adam I † (1241 - 1241 mort)
  - Bartolomäus † (1242 - 1243) (bisbe electe)
- Adam II † (citat del 1244 al 1252)
- Mikuláš II † (citat el 1253)
- Vincent II † (citat del 1255 al 1269)
- Philipp I † (citat el 1272)
- Peter I † (citat el 1280)
- Pascház † (citat del 1289 al 1297)
- Ján III † (citat del 1302 al 1328)
- Meško Piastovec † (1328 - 26 d'abril de 1334 nomenat bisbe de Veszprém)
- Vitus de Castroferreo, O.F.M. † (11 de maig de 1334 - vers 1347 mort)
- Miklós Keszei † (23 de maig de 1347 - 11 de gener de 1350 nomenat bisbe de Zagabria)
- Štefan I de Insula, O.E.S.A. † (11 de gener de 1350 - 10 de febrer de 1367 nomenat arquebisbe de Kalocsa)
- Ladislav I de Demjen † (26 de febrer de 1367 - 27 d'octubre de 1372 nomenat bisbe de Veszprém)
- Dominik de Novoloco, O.E.S.A. † (27 d'octubre de 1372 - ?)
  - Demeter I † (1387 - 25 d'octubre de 1387 nomenat bisbe de Veszprém) (bisbe electe)
- Gregor I † (24 d'octubre de 1388 - ?)
- Michal II † (10 de març de 1393 - ?)
- Peter II † (16 de juny de 1399 - ?)
- Hinco † (1404 - 1427 mort)
- Juraj † (1 de juny de 1429 - 1437 mort)
- Dénes Szécsi † (21 d'abril de 1438 - 5 de juny de 1439 nomenat bisbe d'Eger)
- Ladislav II † (1440 - 1447 renuncià)
- Mikuláš IV † (15 de gener de 1449 - ?)
- Albert Hangáč † (1458 - 16 de juny de 1458 nomenat bisbe de Veszprém)
- Eliáš † (1460 - 1463 mort)
- Tomáš Debrenthey † (13 de gener de 1463 - 1480)
- Gregor II, O.F.M. † (1 d'octubre de 1484 - 1492 mort)
- Anton † (2 de gener de 1493 - 1500 mort)
- Mikuláš de Bačka † (5 de juny de 1501 - 21 de juny de 1503 nomenat bisbe de Transsilvània)
- Zsigmond Thurzó † (4 d'agost de 1503 - 15 de novembre de 1504 nomenat bisbe de Transsilvània)
- Štefan Podmanický † (19 de desembre de 1505 - 1530)
- Ján Thurzó †
- František Thurzó † (4 de juliol de 1550 - 1557 deposat)
- Pavol Abstemius-Bornemissa † (17 de juliol de 1560 - 1579 mort)
- Zakariás Mossóczy † (7 d'octubre de 1583 - 10 d'abril de 1586 mort)
- István Fejérkővy † (19 de desembre de 1588 - 7 de juny de 1596 nomenat arquebisbe de Strigonio)
- Ferenc Forgách † (2 d'agost de 1599[2] - 5 de novembre de 1607 nomenat arquebisbe de Strigonio)
- Štefan Szuhay † (1607 - 9 de juny de 1608 mort)
- Valentín Lépeš † (16 de setembre de 1609 - 1619 nomenat arquebisbe de Kalocsa)
  - Ján Telegdy † (de març de 1619 - de setembre de 1644 mort) (no confirmat)
  - Štefan Bošnák † (1644 - 23 de setembre de 1644 mort) (no confirmat)
  - János Püsky † (13 de setembre de 1644 - 1648) (no confirmat)
- Juraj Selepčéni Pohronec † (11 de març de 1652 - 22 d'agost de 1667 nomenat arquebisbe de Strigonio)
- Leopold Karl von Kollonitsch † (30 d'abril de 1668 - 19 de maig de 1670 nomenat bisbe de Wiener Neustadt)
- Tomáš Pálffi † (14 de desembre de 1671 - 6 de maig de 1679 mort)
- Ján Gubasóczy † (13 de maig de 1680 - 10 d'abril de 1686 mort)
- Peter Korompaj † (24 de novembre de 1687 - 12 de maig de 1690 mort)
  - Jakub Haško † (6 de juny de 1690 - 1691 renuncià) (no confirmat)
- Blažej Jáklin † (26 de novembre de 1691 - 19 d'octubre de 1695 mort)
- Ladislav Maťašovský † (18 de juny de 1696 - 10 de maig de 1705 mort)
- Ladislav Adam Erdödi † (21 de febrer de 1706 - 10 de maig de 1736 mort)
- Johann Ernst Harrach † (30 de setembre de 1737 - 16 de desembre de 1739 mort)
- Imrich Esterházi † (29 de maig de 1741 - 29 de novembre de 1763 mort)
- Ján Gustíni-Zubrohlavský † (29 de novembre de 1763 - 31 de gener de 1777 mort)
- Anton de Révaj † (18 de setembre de 1780 - 26 de desembre de 1783 mort)
- František Xaver Fuchs † (10 de març de 1788 - 20 d'agost de 1804 nomenat bisbe d'Eger)
  - Sede vacante (1804-1808)
- Jozef Kluch † (11 de juliol de 1808 - 31 de desembre de 1826 mort)
- József Vurum † (17 de setembre de 1827 - 2 de maig de 1838 mort)
- Imrich Palugyay † (18 de febrer de 1839 - 27 de juliol de 1858 mort)
- Ágoston Roskoványi † (15 d'abril de 1859 - 24 de febrer de 1892 mort)
- Imrich Bende † (19 de gener de 1893 - 26 de març de 1911 mort)
- Vilmos Batthyány † (18 de març de 1911 succeduto - 16 de desembre de 1920 jubilat)
- Karol Kmeťko † (13 de novembre de 1920 - 22 de desembre de 1948 mort)
  - Sede vacante (1948-1973)
  - Eduard Nécsey † (1949 - 19 de juny de 1968 mort) (administrador apostòlic)
- Ján Pásztor † (19 de febrer de 1973 - 8 de novembre de 1988 mort)
- Ján Chryzostom Korec, S.J. † (6 de febrer de 1990 - 9 de juny de 2005 jubilat)
- Viliam Judák, des del 9 de juny de 2005

## Estadístiques
A finals del 2013, la diòcesi tenia 587.000 batejats sobre una població de 710.900 persones, equivalent al 82,6% del total.
| any  | població | població | població | sacerdots | sacerdots       | sacerdots       | sacerdots             | diaques | religiosos | religiosos | parròquies |
| ---- | -------- | -------- | -------- | --------- | --------------- | --------------- | --------------------- | ------- | ---------- | ---------- | ---------- |
| any  | batejats | total    | %        | total     | clergat secular | clergat regular | batejats por sacerdot | diaques | homes      | dones      |            |
| 1949 | 465.323  | 506.959  | 91,8     | 349       | 278             | 71              | 1.333                 |         | 190        | 650        | 150        |
| 1969 | 628.775  | 690.953  | 91,0     | 206       | 194             | 12              | 3.052                 |         | 12         |            | 150        |
| 1980 | 748.687  | 805.000  | 93,0     | 223       | 223             |                 | 3.357                 |         |            |            | 163        |
| 1990 | 750.000  | 885.000  | 84,7     | 199       | 199             |                 | 3.768                 |         |            |            | 150        |
| 1999 | 679.333  | 871.059  | 78,0     | 295       | 243             | 52              | 2.302                 | 5       | 92         | 557        | 160        |
| 2000 | 677.161  | 867.383  | 78,1     | 311       | 257             | 54              | 2.177                 | 8       | 129        | 522        | 161        |
| 2001 | 678.779  | 866.647  | 78,3     | 324       | 267             | 57              | 2.094                 | 8       | 161        | 559        | 162        |
| 2002 | 699.010  | 859.292  | 81,3     | 346       | 282             | 64              | 2.020                 | 7       | 167        | 496        | 163        |
| 2003 | 704.223  | 843.589  | 83,5     | 347       | 280             | 67              | 2.029                 | 8       | 154        | 511        | 163        |
| 2004 | 703.322  | 838.861  | 83,8     | 364       | 298             | 66              | 1.932                 | 8       | 157        | 495        | 167        |
| 2013 | 587.000  | 710.900  | 82,6     | 336       | 270             | 66              | 1.747                 | 1       | 102        | 212        | 196        |